# روبن جنانالينجام
روبن جنانالينجام (بالإنجليزية: Ruben Gnanalingam)‏‏ (16 سبتمبر 1976 - ) شخصية أعمال من ماليزيا.